# Palazzo Parisio w Naxxar
Palazzo Parisio, czasem nazywany Palazzo Scicluna, a oficjalnie Palazzo Parisio and Gardens (Pałac Parisio z ogrodami) – pałac w Naxxar na Malcie. Został zbudowany jako domek myśliwski w 1733, i był używany jako letnia lub stała rezydencja, koszary oraz college, zanim został kupiony przez markiza Sciclunę w 1898. Markiz upiększył budynek na początku XX w., przekształcając go w pałac. Dzisiaj Palazzo Parisio i ogrody go otaczające są w dobrym stanie, i są otwarte dla publiczności. 

## Historia
Palazzo Parisio był oryginalnie zbudowany w 1733 jako domek myśliwski. Zleceniodawcą budowy był Wielki Mistrz Antonio Manoel de Vilhena. Po jego śmierci przeszedł na własność Zakonu Szpitalników, a później w ręce rodziny Parisio, która używała go jako letnią rezydencję. W końcu stał się on stałą rezydencją Paola Parisio Muscati. W 1798, podczas francuskiej okupacji Malty, pałac służył krótko jako koszary.
W 1856 pałac przeszedł w ręce rodziny Micallef. W 1880 wydzierżawili oni pałac Jezuitom, którzy używali go jako college. Jezuici planowali zakup budynku, lecz umowa nigdy nie została sfinalizowana, i 12 czerwca 1898 markiz Giuseppe Scicluna nabył pałac za kwotę £1500.

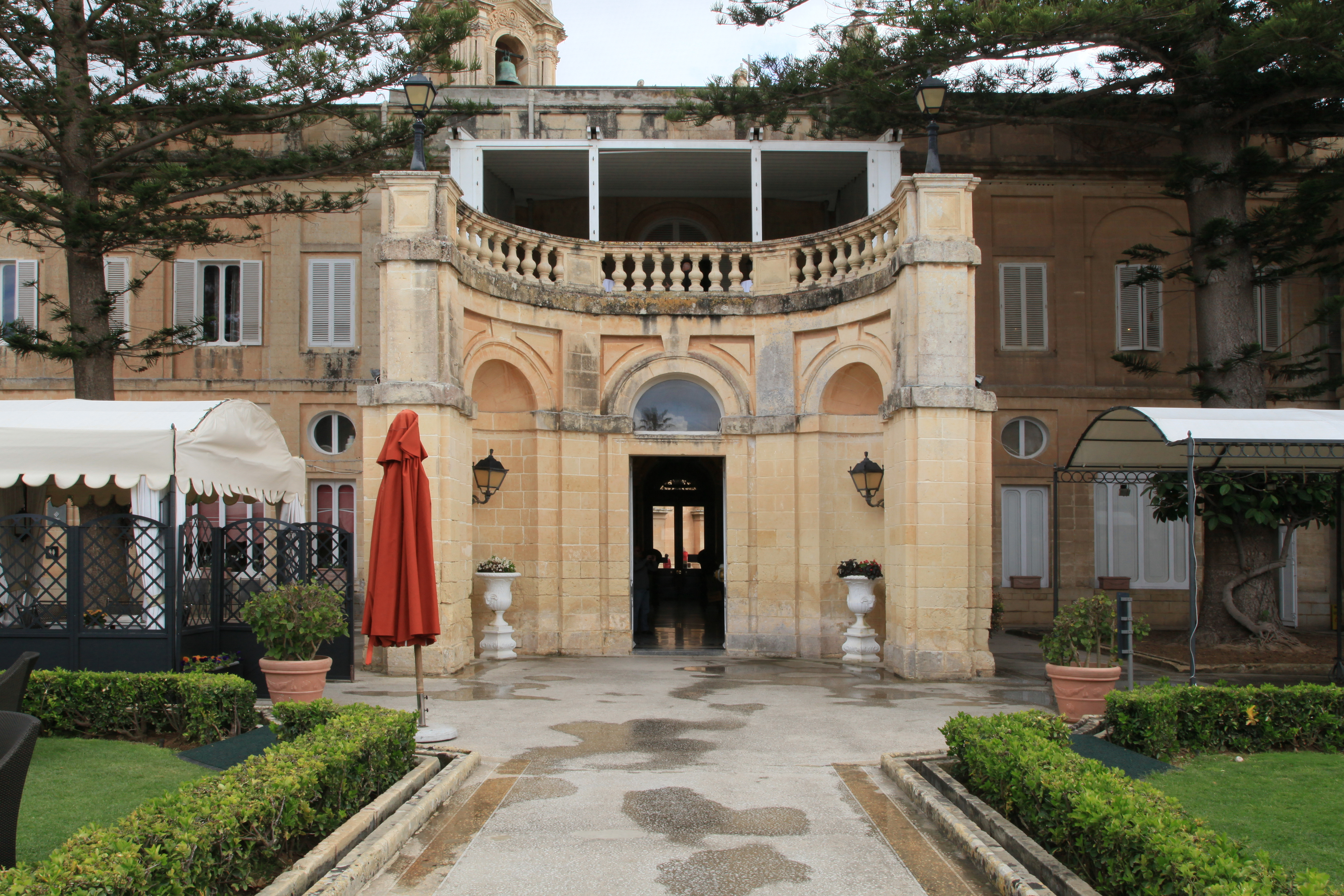
Palazzo Parisio widziany z ogrodów

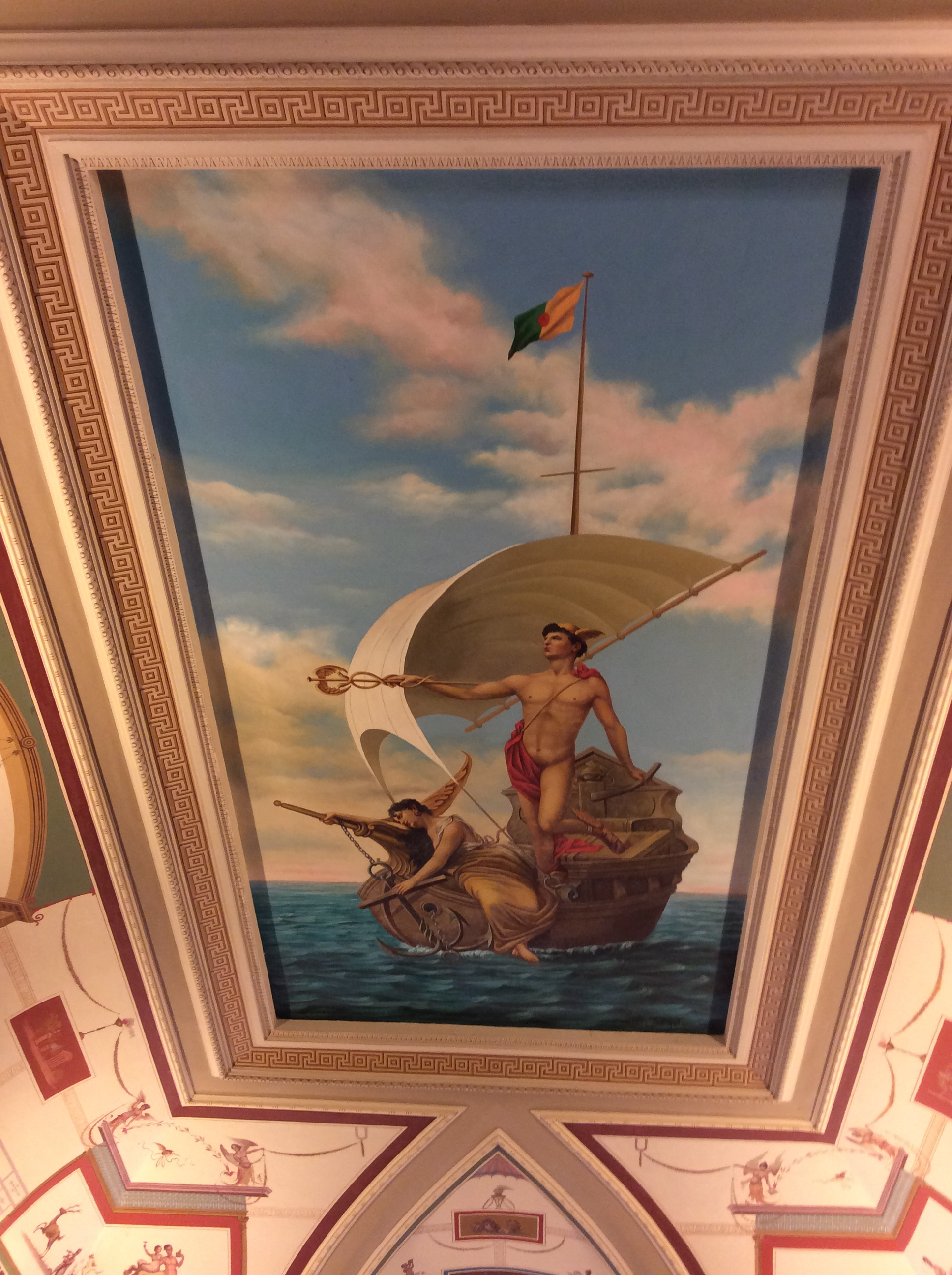
Fresk w stylu pompejańskim w pałacu

Markiz zatrudnił grupę włoskich architektów, rzeźbiarzy i malarzy, na czele z Carlo Sada (ur. 1855) i Annibale Lupi (ur. 1869), do upiększenia pałacu w stylu barokowym i pompejańskim. Prace rozpoczęły się w 1900, i były w olbrzymiej części ukończone w 1906, kiedy markiz wraz z rodziną wprowadził się do pałacu. Scicluna zmarł 14 lutego 1907, zanim remont został w pełni ukończony, i rodzina powróciła do swojej pierwotnej rezydencji w San Pawl tat-Tarġa. Marmury zostały wyrzeźbione i położone przez pracowników z Sycylii w 1902, pod nadzorem Giuseppe Velentiego. Między pracownikami był Baltassare Armato, jego syn Domenico Armato, Francesco Bondin i Andrea De Stefano. Główne freski na suficie były wykonywane przez Giacomo Olzai i Filippo Fortunato Venuti, obydwaj z Rzymu i zostały ukończone w 1902. Wśród wykonawców dekoracji znaleźli się też Giulio Moschetti i Vincenzo Cardona.
Pałac i jego ogrody są otwarte teraz dla publiczności, i są także miejscem uroczystości weselnych. W pałacu ulokowane są również dwie restauracje.
Pałac jest uznany przez Malta Environment and Planning Authority jako zabytek narodowy klasy 1, a jego wznoszące się podejście - klasy 2. Pałac jest również umieszczony na liście National Inventory of the Cultural Property of the Maltese Islands pod nr 01205.

## Architektura

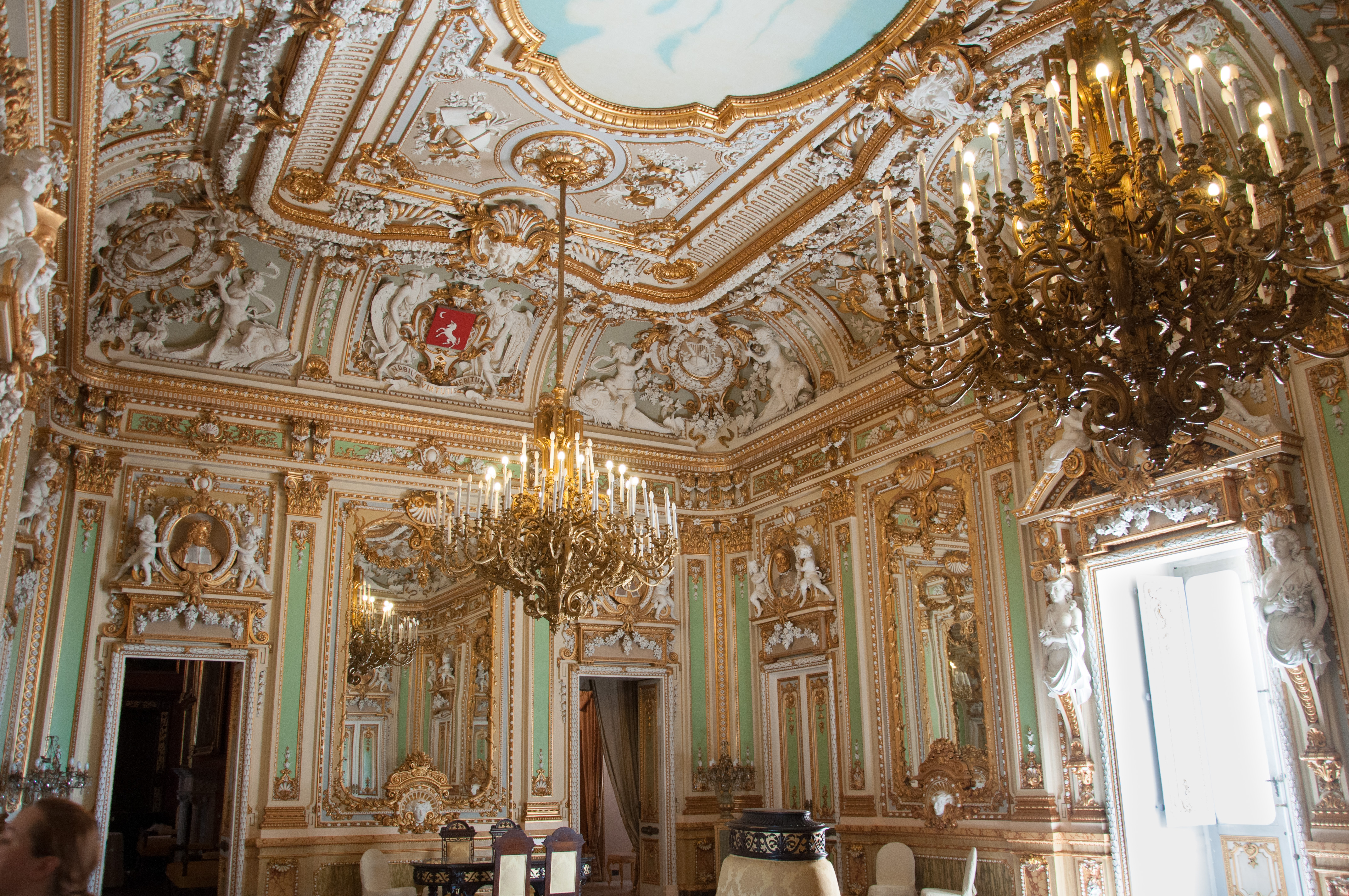
Sala balowa

Fasada Pallazo Parisio posiada duże drzwi, z obu stron których znajduje się kolumna. Kolumny podpierają otwarty balkon, nad którego drzwiami (na wysokości pierwszego piętra) umieszczony jest herb Scicluny.
Wnętrze jest bogato dekorowane freskami, rzeźbami, kolumnami, kandelabrami i innymi dziełami sztuki. Sala balowa jest pozłacana, i uważana jest za unikat na Malcie. Pałac został określony jako "miniatura Wersalu".

### Ogrody

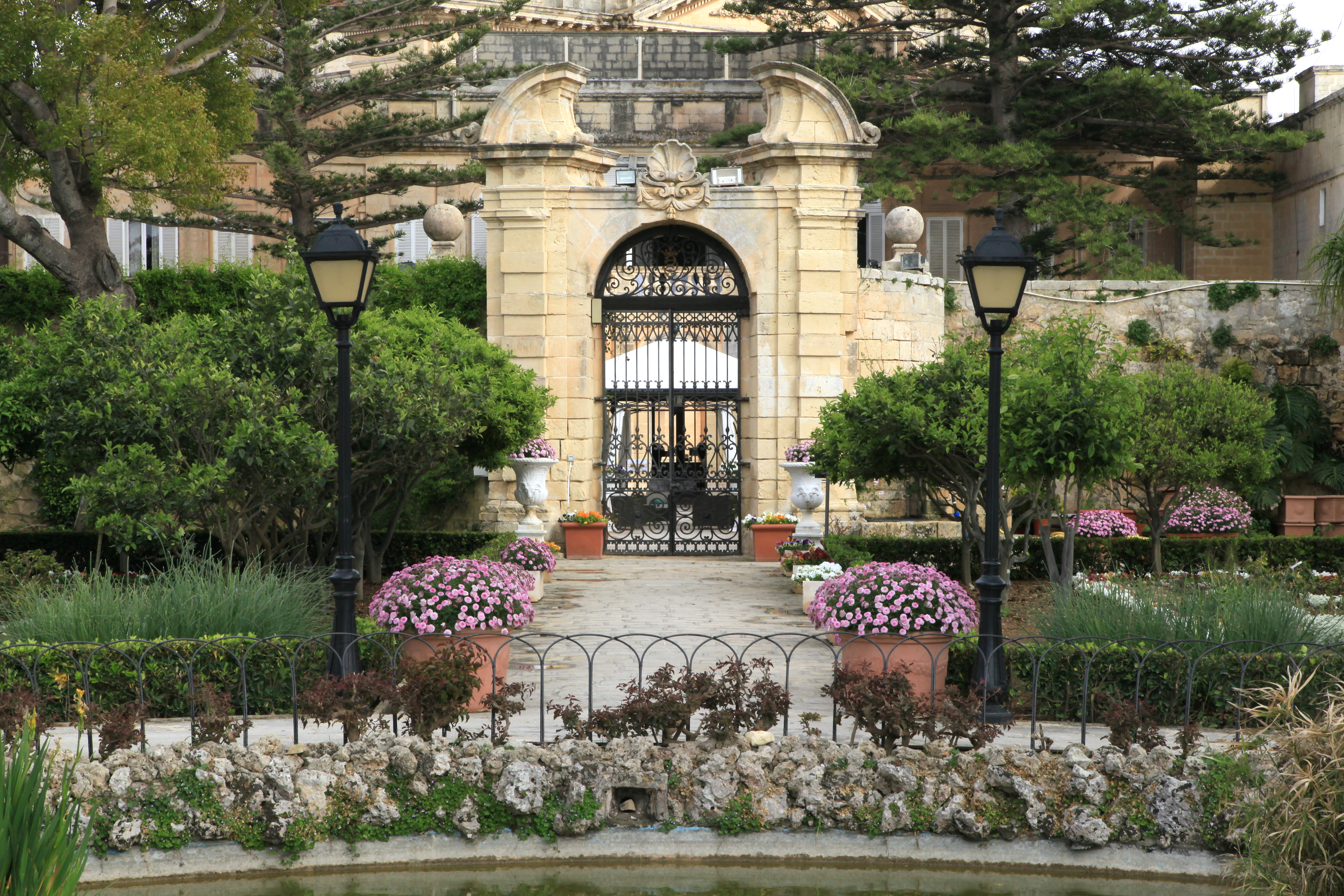
Ogrody Palazzo Parisio

Pałac oryginalnie posiadał olbrzymie ogrody, lecz ich rozmiar został zredukowany, aby zrobić miejsce dla części byłego terenu targów międzynarodowych. Ciągle istnieją obok pałacu ogrody włoskie, i teraz są atrakcją turystyczną oraz miejscem przyjęć weselnych.
Ogrody pałacowe zawierają ponad 60 gatunków roślin, w tym Ceiba speciosa, Erythrina crista-galli, Jacaranda oraz Sapindus.
Są częścią Grandi Giardini Italiani, sieci ogrodów w stylu włoskim.

### La Taverna Del Marchese

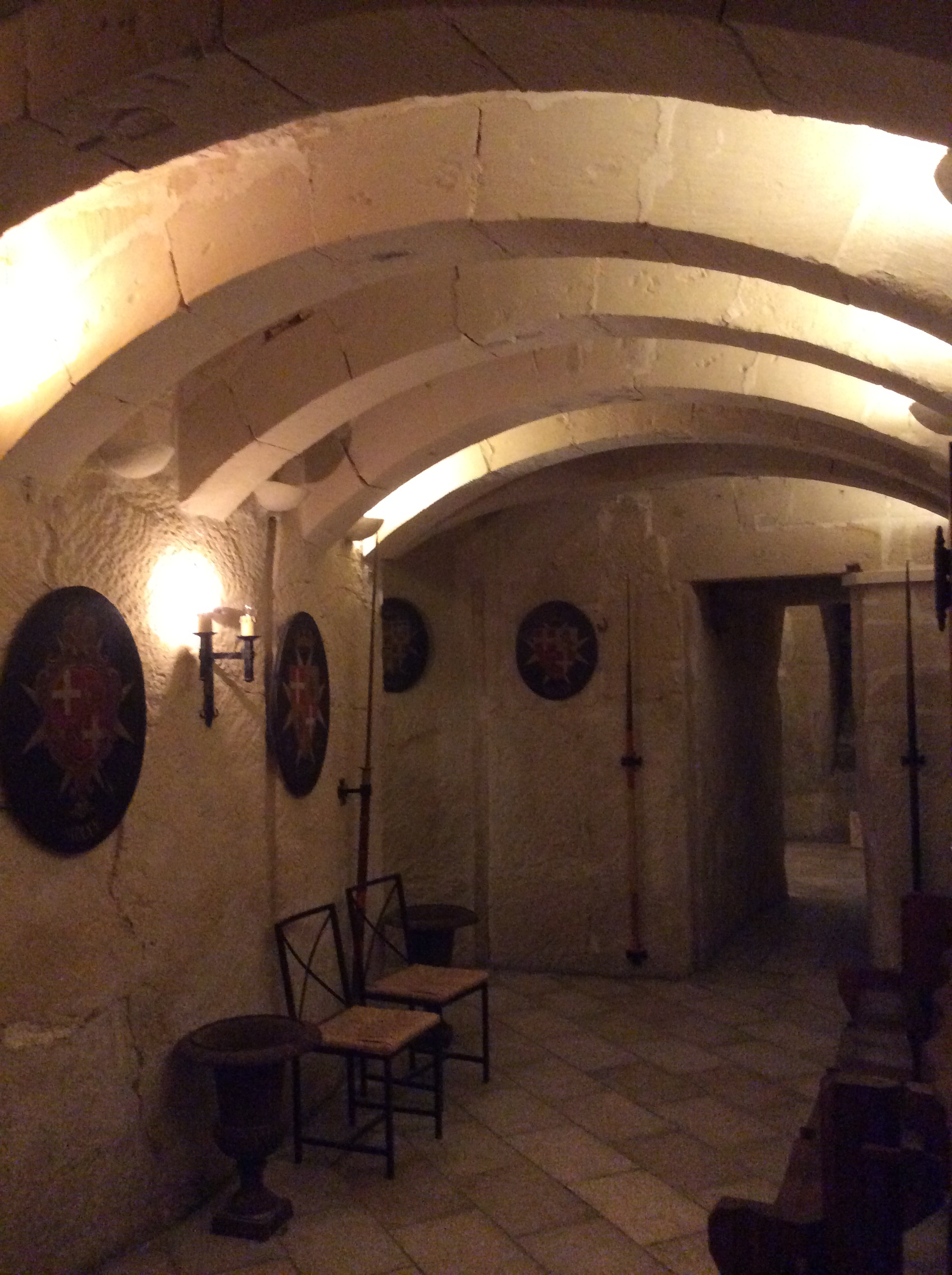
La Taverna Del Marchese

La Taverna Del Marchese (Tawerna pod Markizem) jest nazwana na cześć Markiza (wł. Marchese) Giuseppe Scicluny. Znajduje się w podziemiach Palazzo Parisio. Tawerna została zaprojektowana na sklep z winami, kiedy Naxxar było w dużej mierze zależne od rolnictwa, przynoszącego duże dochody rolnikom. Tawerna zmieniła swoje przeznaczenie, kiedy markiz, w czasie II wojny światowej, udostępnił ją społeczności lokalnej jako schron podczas nalotów bombowych. Będąc zaprojektowana jako skład win, tawerna jest szersza niż zwykłe prywatne schrony lotnicze, np. takie, jak w Palazzo Nasciaro, służyła zatem również jako podziemny szpital ogólny, z przeznaczeniem dla regionu Naxxar oraz żołnierzy brytyjskich. Równocześnie markiz udostępnił Dragonara Palace, aby również służył jako szpital. Dziś nazwa tawerny upamiętnia osobę markiza. Duża część tawerny jest udostępniona publiczności, niektóre rodzaje broni są pokazane w mini-muzeum. Pewna część podziemi wykorzystywana jest jako kuchnia dla pałacowych restauracji.